# برايان ميلر (لاعب كريكت)
برايان ميلر (22 أبريل 1966 في المملكة المتحدة - ) (بالإنجليزية: Brian Millar)‏ هو لاعب كريكت بريطاني. شارك مع منتخب أيرلندا للكريكت.

## وصلات خارجية
- برايان ميلر على موقع إي آس بي آن كريك إنفو (الإنجليزية)